# Rosina Lhévinne
Rosina Lhévinne   (Kíiv, 29 de març de 1880 - Glendale, 9 de novembre de 1976) va ser una pianista russa i estatunidenca i una famosa pedagoga.

## Biografia
Rosina Bessie era la més jove de dues filles de Maria (de soltera Katz) i Jacques Bessie, un pròsper joier d'una família jueva holandesa que va emigrar a l'Imperi Rus per exercir el seu ofici com a comerciant de diamants. Hi va haver violents disturbis antisemites a Kíiv durant el seu primer any, i les Bessie es van traslladar a Moscou el 1881 o el 1882. La jove Rosina va començar a estudiar piano als sis anys amb un professor a Moscou, on la família s'havia traslladat poc després del seu naixement. Quan el seu professor va emmalaltir, un amic de la família li va suggerir que continués els seus estudis amb Josef Lhévinne, un estudiant talentós del Conservatori Imperial de Moscou, cinc anys més gran que Rosina. Va demostrar un gran talent i uns anys més tard va ser admesa al Conservatori, on també va estudiar amb el professor de Lhévinne, Vassili Safónov. En la seva graduació el 1898, va guanyar la medalla d'or en piano, igual que Josef abans d'ella, i aquell any es van casar. Van tenir dos fills, Constantine "Don" Lhevinne (1906–1998) i Marianna Lhevinne Graham (1918–2012).

## Carrera musical
La Rosina va renunciar a les seves ambicions de ser solista per evitar xocar amb la carrera del seu marit Josef com a pianista de concerts, un vot que va mantenir fins molt després de la seva mort el 1944. Així, va limitar les seves activitats a l'ensenyament i a tocar a dos pianos amb el seu marit. Junts van viure i ensenyar a Moscou, Tbilisi, Geòrgia i més tard a Berlín abans d'emigrar després de la Primera Guerra Mundial i la Revolució Russa a Nova York, on es van incorporar al professorat de l'Institut d'Art Musical, que més tard es va convertir en la Juilliard School.

## Ensenyament
Havent actuat essencialment com a professora preparatòria per als estudiants del seu famós marit durant 46 anys, es va sentir reticent després de la seva mort a assumir totes les seves funcions a l'escola; tanmateix, els administradors de la Juilliard van ser unànimes en voler que continués en el lloc del seu marit.
Entre els seus alumnes hi havia molts dels millors joves pianistes dels anys 40, 50 i 60, inclòs Van Cliburn, que va arribar a la seva classe el 1951. En el punt àlgid de la Guerra Freda, el 1958, va rebre el Primer Premi al primer Concurs Txaikovski de Moscou, convertint-se instantàniament en una celebritat mundial i donant fama internacional al seu professor. Altres estudiants de Lhévinne inclouen Martin Canin (el seu assistent docent), James Levine (director musical de la Metropolitan Opera), John Williams (compositor i director de la Boston Pops Orchestra), la compositora Judith Lang Zaimont, els pianistes John Browning, Walter Buczynski, Kun Woo Paik, Seth Carlin, Eduardo Delgado, Madeleine Forte, Edna Golandsky, Tong-Il Han, Anthony & Joseph Paratore, Daniel Pollack, Marcus Raskin, Misha Dichter, Edward Auer, Santos Ojeda, Joel Ryce-Menuhin, Garrick Ohlsson, Joseph William Fennimore, Hiroko Nakamura, Selma Epstein, Robelyn Schrade, Neal Larrabee, Jeffrey Biegel i molts altres, inclosos diversos professors actuals de la Juilliard School.

## Actuació
El 1949, Rosina Lhévinne va reconsiderar la seva decisió de no tocar mai més en públic com a solista, i entre els 70 i els 80 anys va fer una sèrie d'aparicions remarcables, primer en col·laboració amb el "Quartet de Corda Juilliard", i més tard en concerts al Aspen Music Festival d'Estiu. El seu moment més gran com a solista va arribar el gener de 1963, als 82 anys, amb el seu debut a la Filharmònica de Nova York sota la direcció de Leonard Bernstein interpretant el Concert per a piano núm. 1 de Frédéric Chopin, una peça que havia interpretat per a la seva graduació al Conservatori de Moscou seixanta-cinc anys abans. Hi ha enregistraments tant del Concert de Chopin com del Concert en do major, K. 467, de Mozart.

## Mort i llegat
Madame Lhévinne va continuar ensenyant a Juilliard i a la Universitat del Sud de Califòrnia a Los Angeles, on va morir el 1976 als 96 anys.
Just abans de la seva mort, Robert K. Wallace va publicar un llibre sobre els Lhévinne titulat A Century of Music-Making: The Lives of Josef and Rosina Lhévinne, per al qual va ser àmpliament entrevistada.
El 2003, l'exalumna i assistent de Rosina Lhévinne, Salome Ramras Arkatov, va produir un documental, The Legacy of Rosina Lhévinne, que conté imatges d'arxiu poc comunes de l'ensenyament i les actuacions de Rosina Lhévinne, així com entrevistes amb diversos dels seus antics alumnes.